# УНИСФА
Мисија Уједињених нација у Абјеју (УНИСФА) (енгл. United Nations Interim Security Force for Abyei - UNISFA) је мировна мисија Савета безбедности Уједињених нација која је успостављена 27. јуна 2011. године на основу Резолуције СБ ОУН број 1990 због сукоба у том региону. Мисија има за циљ одржавање реда и мира у специјалном регион Абјеј. Сачињена је од етиопских војника који имају задатак на надгледају ред и мир и очувају демилитаризовану зону.